# Llista de minerals (lletra F)
Aquesta llista de minerals inclou els minerals que comencen amb la lletra F dels 6.174 minerals reconeguts per l'Associació Mineralògica Internacional (IMA, en anglès) fins el mes de agost 2025.
Es poden consultar tots els minerals ordenats de manera alfabètica en una llista simplificada o bé amb informació ampliada en els següents enllaços:
- A • B • C • D • E • F • G • H • I • J • K • L • M • N • O • P • Q • R • S • T • U • V • W • X • Y • Z

A la llista s'hi troben els diferents minerals classificats alfabèticament amb l'any de publicació (si es va publicar abans de l'aprovació per part de l'IMA), tot seguit de l'any d'aprovació per part de l'IMA i el codi del mineral segons la classificació de Nickel-Strunz. Per a cada mineral s'hi afegeixen fins a tres enllaços externs: a mindat.org, a webmineral.com i al Handbook of Mineralogy (Mineralogical Society of America).
Les abreviatures que es fan servir a la llista són les següents:
- "p.e." – procediment especial.
- Q ó "?" – qüestionable/dubtós (per l'IMA/CNMNC, mindat.org o mineralienatlas.de).
- N – publicat sense l'aprovació de l'IMA/CNMNC o sense l'aprovació de l'IMA però amb certa acceptació en la comunitat científica actualment.
- Rd ó red. – redefinició de...
- A: 1NNN – any de publicació.
- A: antic – conegut molt abans que hi haguessin publicacions.

## F

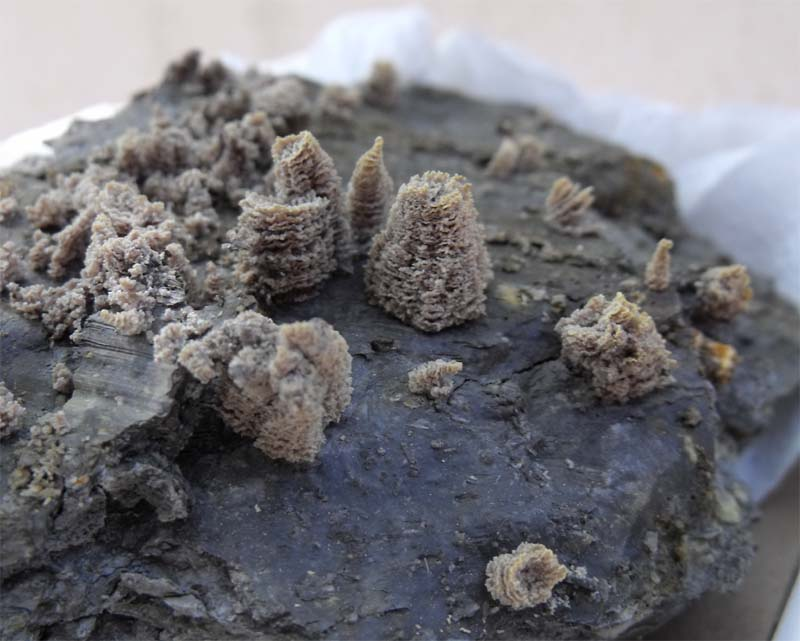
Agregats cristal·lins de fibroferrita de la mina Le Cetine (província de Siena, Toscana, Itàlia).

1. Fabianita (A: 1962, 1967 p.e.) 06.FC.20
2. Fabriesita (2012-080) 09.??.
3. Fabritzita (2020-040)
4. Faheyita (A: 1953) 08.CA.15
5. Fahleïta (1982-061) 08.CH.55
6. Faialita (A: 1840) 09.AC.05
7. Fairbankita (1979-003) 04.JK.50
8. Fairchildita (A: 1947) 05.AC.20
9. Fairfieldita (A: 1879) 08.CG.05
10. Faizievita (2006-037) 09.CM.10
11. Falcondoïta (1976-018) 09.EE.25
12. Falgarita (2018-069)
13. Falkmanita (A: 1940) 02.HC.15
14. Falottaïta (2013-044) 10.AB.??
15. Falsterita (2011-061) 08.??
16. Famatinita (A: 1873) 02.KA.10
17. Fanfaniïta (2018-053)
18. Fangita (1991-047) 02.KA.15
19. Fanguangita (2023-112)
20. Fantappieïta (2008-006) 09.FB.05
21. Farmacoalumita (1980-002) 08.DK.12
22. Farmacolita (Y: 1800) 08.CJ.50
23. Farmacosiderita (Y: 1786) 08.DK.10
24. Farmazincita (2014-015) 08.??
25. Farneseïta (2004-043) 09.FB.05
26. Farringtonita (A: 1961, 1967 p.e.) 08.AB.05
27. Fassinaïta (2011-048) 02.??
28. Favreauïta (2014-013) 04.??
29. Faujasita-Ca (1997 p.e.) 09.GD.30
30. Faujasita-Mg (1997 p.e.) 09.GD.30
31. Faujasita-Na (A: 1842, 1997 p.e.) 09.GD.30
32. Faustita (A: 1953) 08.DD.15
33. Fedorita (A: 1965, 1967 p.e.) 09.EE.80
34. Fedorovskita (1975-006) 06.DA.25
35. Fedotovita (1986-013) 07.BC.30
36. Fehrita (2018-125a)
37. Feiïta (2017-041a)
38. Feinglosita (1995-013) 08.BG.05
39. Feitknechtita (A: 1965, 1968 p.e.) 04.FE.25
40. Feklichevita (2000-017) 09.CO.10
41. Felbertalita (1999-042) 02.JB.25b
42. Felsőbanyaïta (A: 1854) 07.DD.05
43. Fenaksita (A: 1959, 1962 p.e.) 09.DG.70
44. Fenaquita (Y: 1834) 09.AA.05
45. Fencooperita (2000-023) 09.BH.20
46. Fengchengita (2007-018a) 09.??
47. Fengruiïta (2024-045)
48. Fenicocroïta (Y: 1833, 1980 s.p.) 07.FB.05
49. Feodosiyita (2015-063)
50. Ferberita (A: 1863) 04.DB.30
51. Fercromur (1984-022) 01.AE.15
52. Ferdowsiïta (2012-062) 02.??.
53. Fergusonita-(Ce)Q (A: 1986) 07.GA.05
54. Fergusonita-(Ce)-β (1975 p.e.) 04.DG.10
55. Fergusonita-(Nd)N (A: 1989) 07.GA.05
56. Fergusonita-(Nd)-β (A: 1983, 1987 p.e.) 04.DG.10
57. Fergusonita-(Y) (A: 1825, 1987 p.e.) 07.GA.05
58. Fergusonita-(Y)-β (A: 1961, 1987 p.e.) 04.DG.10
59. Ferhodsita[n. 1]Q (2009-056) 02.??.
60. Fermiïta (2014-068)
61. Fernandinita (A: 1915, 1994 p.e. Rd) 04.HE.20
62. Feroxihita (1975-032) 04.FE.40
63. Ferraioloïta (2015-066)
64. Ferrarisita (1979-020) 08.CJ.30
65. Ferriakasakaïta-(Ce) (2018-087)
66. Ferriakasakaïta-(La) (2013-126) 09.B?
67. Ferrial·lanita-(Ce) (2000-041) 09.BG.05b
68. Ferrial·lanita-(La) (2010-066) 09.BG.05b
69. Ferriandrosita-(Ce) (2023-022)
70. Ferriandrosita-(La) (2013-127) 09.B?
71. Ferribushmakinita (2014–055)
72. Ferricatoforita (A: 1978, 2012 p.e. Rd) 09.D?
73. Ferricopiapita (A: 1939) 07.DB.35
74. Ferricoronadita (2015-093)
75. Ferrierita-K (1997 p.e.) 09.GD.50
76. Ferrierita-Mg (A: 1918, 1997 p.e.) 09.GD.50
77. Ferrierita-Na (1997 p.e.) 09.GD.50
78. Ferrierita-NH4 (2017-099)
79. Ferrifluorocatoforita (2015-096)
80. Ferrifluoroleakeïta (2009-085, 2012 p.e. Rd) 09.DE.05
81. Ferrifoxita (2023-096)
82. Ferrighoseïta (2003-066, 2012 p.e. Rd) 09.DE.20
83. Ferrihel·landita-(Ce) (2020-085)
84. Ferrihol·landita (1906, IMA 2011-F) 04.??
85. Ferrihidrita (1971-015) 04.FE.35
86. Ferrikaersutita (2014-051)
87. Ferrileakeïta (2001-069, 2012 p.e. Rd) 09.DE.15
88. Ferrilotharmeyerita (1986-024) 08.CG.15
89. Ferrimolibdita (A: 1907) 07.GB.30
90. Ferrimottanaïta-(Ce) (2017-087a)
91. Ferrimuirita (2023-100)
92. Ferrinatrita (A: 1889) 07.CC.35
93. Ferriobertiïta (2015-079)
94. Ferripedrizita (1998-061, 2012 p.e. Rd) 09.DE.25
95. Ferriperbøeïta-(Ce) (2017-037)
96. Ferriperbøeïta-(La) (2018-106)
97. Ferripirofil·lita (1978-062) 09.EC.10
98. Ferriprehnita (2020-057)
99. Ferrirockbridgeïta (2018-065)
100. Ferrisanidina (2019-052)
101. Ferrisepiolita (2010-061) 09.EE.??
102. Ferrisicklerita (A: 1937) 08.AB.10
103. FerrisimplesitaQ (A: 1924) 08.CE.40
104. Ferristrunzita (1986-023) 08.DC.25
105. Ferrisurita (1990-056) 09.EC.75
106. Ferritaramita (2021-046)
107. Ferrivauxita (2014-003) 08.??
108. Ferriwinchita (2004-034, 2012 p.e. Rd) 09.DE.20
109. Ferro natiu (A: old) 01.AE.05
110. Ferroactinolita (A: 1946, 2012 p.e. Rd) 09.DE.10
111. Ferroåkermanita (2024-080)
112. Ferroal·luaudita (A: 1957, 2007 p.e.) 08.AC.10
113. Ferroaluminoceladonita (1995-019) 09.EC.15
114. Ferroantofil·lita (A: 1921, 2012 p.e. Rd) 09.DD.05
115. Ferroberaunita (2021-036)
116. Ferrobobfergusonita (2017-006)
117. Ferrobosiïta (2022-069)
118. Ferrobustamita (A: 1937) 09.DG.05
119. Ferrocarfolita (A: 1951) 09.DB.05
120. Ferrocatoforita (A: 1894, 1978 p.e., 1997 p.e., 2012 p.e. Rd) 09.DE.20
121. Ferroceladonita (1995-018) 09.EC.15
122. Ferrochiavennita (2012-039) 09.G?.
123. Ferrodimolibdenita (2023-019)
124. Ferroedenita (A: 1946, 2012 p.e. Rd) 09.DE.15
125. Ferroefremovita (2019-008)
126. Ferroericssonita (2010-025) 09.B?
127. Ferroferrifluoroleakeïta (1993-026, 2012 p.e. Rd) 09.DE.25
128. Ferroferrihornblenda
129. Ferroferricatoforita (2016-008)
130. Ferroferriholmquistita (2022-020)
131. Ferroferrinybøïta (A: 1997, 2013-072) 09.DE.25
132. Ferroferriobertiïta (2009-034, 2012 p.e. Rd) 09.DE.25
133. Ferroferripedrizita (A: 2003, 2012 p.e. Rd) 09.DE.25
134. Ferrofettelita (2021-094)
135. Ferrofluoroedenita (2020-058)
136. Ferrofluoropedrizita (2008-070, 2012 p.e. Rd) 09.DE.05
137. Ferrogedrita (A: 1939, 2012 p.e. Rd) 09.DD.05
138. Ferroglaucòfan (A: 1957, 2012 p.e. Rd) 09.DE.25
139. Ferrohexahidrita (A: 1947, 1967 p.e.) 07.CB.25
140. Ferrohögbomita-2N2S (2001-048) 04.CB.??
141. Ferroholmquistita (2004-030, 2012 p.e. Rd) 09.DD.05
142. Ferrohornblenda (A: 1978, 2012 p.e. Rd) 09.DE.10
143. Ferroindialita (2013-016) 09.C?
144. Ferroinnelita (2024-029)
145. Ferrokentbrooksita (1999-046) 09.CO.10
146. Ferrokësterita (1985-012) 02.CB.15a
147. Ferrokinoshitalita (1999-026) 09.EC.35
148. Ferrolaueïta (1987-046a) 08.DC.30
149. Ferromerrillita (2006-039) 08.AC.45
150. Ferroniquelplatí (1982-071) 01.AG.40
151. Ferronigerita-2N1S (A: 1947, 2001 p.e.) 04.FC.20
152. Ferronigerita-6N6S (A: 1947, 2001 p.e.) 04.FC.20
153. Ferronordita-(Ce) (1997-008) 09.DO.15
154. Ferronordita-(La) (2000-015) 09.DO.15
155. Ferropapikeïta (2020-021)
156. Ferropargasita (A: 1961, 2012 p.e. Rd) 09.DE.15
157. Ferropedrizita (2014-037) 09.DE.25
158. Ferrorichterita (A: 1946, 2012 p.e. Rd) 09.DE.20
159. Ferrorockbridgeïta (2018-004)
160. Ferrorodonita (2016-016)
161. Ferrorosemaryita (2003-063) 08.AC.15
162. Ferrosaponita (2002-028) 09.EC.45
163. Ferroselita (A: 1955) 02.EB.10a
164. Ferrosilita (A: 1935, 1988 p.e.) 09.DA.05
165. Ferroskutterudita (2006-032) 02.EC.05
166. Ferrostalderita (2014-090)
167. Ferrostrunzita (1983-003) 08.DC.25
168. Ferrotaaffeïta-2N’2S (2011-025) 04.FC.??
169. Ferrotaaffeïta-6N'3S (1979-047, 2001 p.e.) 04.FC.??
170. Ferrotaramita (2006-023, 2012 p.e. Rd) 09.DE.20
171. Ferrotel·luritaQ (A: 1877) 07.AB.10
172. Ferrotiquita (1980-050) 05.BF.05
173. Ferrotitanowodginita (1998-028) 04.DB.40
174. Ferrotochilinita (2010-080) 02.??
175. Ferrotorryweiserita (2021-055)
176. Ferrotschermakita (2016-116)
177. Ferroval·leriïta (2011-068) 02.??
178. Ferrovorontsovita (2017-007)
179. Ferrowodginita (1984-006) 04.DB.40
180. Ferrowyl·lieïta (1979 p.e.) 08.AC.15
181. Ferruccita (A: 1933) 03.CA.05
182. Fersmanita (A: 1929) 09.BE.72
183. Fersmita (A: 1946) 04.DG.05
184. Feruvita (1987-057) 09.CK.05
185. Fervanita (A: 1931) 04.HG.05
186. Fetiasita (1991-019) 04.JB.05
187. Fettelita (1994-056) 02.LA.30
188. Feynmanita (2017-035)
189. Fianelita (1995-016) 08.FC.05
190. Fibroferrita (A: 1833) 07.DC.15
191. Fichtelita (A: 1841) 10.BA.05
192. Fiedlerita (A: 1887, 1994 p.e. Rd) 03.DC.10
193. Fiemmeïta (2017-115)
194. Filatovita (2002-052) 08.AC.85
195. Filipstadita (1987-010) 04.BB.05
196. Fil·lotungstita (1984-018) 07.GB.20
197. Fil·lowita (A: 1879) 08.AC.50
198. Fil·loretinaQ (Y: 1839) 10.BA.35
199. Filolitita (1996-020) 05.BF.35
200. Filoxenita (2015-108)
201. Finchita (2017-052)
202. Finescreekita (2022-030)
203. Fingerita (1983-064) 08.BB.80
204. Finnemanita (A: 1923) 04.JB.45
205. Fischesserita (1971-010) 02.BA.75
206. Fivegita (2009-067) 09.??
207. Fizelyita (A: 1913) 02.JB.40a
208. Flaggita (2021-044)
209. Flagstaffita (A: 1920) 10.CA.10
210. Flamita (2013-122)
211. Fleetita (2018-073b)
212. Fleischerita (1962 p.e.) 07.DF.25
213. Fleisstalita (2016-038)
214. Fletcherita (1976-044) 02.DA.05
215. Flinkita (A: 1889) 08.BE.30
216. Flinteïta (2014-009) 03.??
217. Flogopita (Y: 1841) 09.EC.20
218. Florencita-(Ce) (A: 1900, 1987 p.e.) 08.BL.13
219. Florencita-(La) (A: 1980, 1987 p.e.) 08.BL.13
220. Florencita-(Nd) (A: 1971, 1987 p.e.) 08.BL.13
221. Florencita-(Sm) (2009-074) 08.BL.13
222. Florenskiïta (1999-013) 01.BD.15
223. Florensovita (1987-012) 02.DA.05
224. Flörkeïta (2008-036) 09.GC.10
225. Fluckita (1978-054) 08.CB.15
226. Fluel·lita (A: 1824) 08.DE.10
227. Fluoborita (A: 1926) 06.AB.50
228. Fluocerita-(Ce) (A: 1832, 1987 p.e.) 03.AC.15
229. Fluocerita-(La) (A: 1969, 1987 p.e.) 03.AC.15
230. Fluoralforsita (2022-093)
231. Fluorannita (1999-048) 09.EC.20
232. Fluorapatita (A: 1860, 2010 p.e.) 08.BN.05
233. Fluorapofil·lita-(Cs) (2018-108a)
234. Fluorapofil·lita-(K) (1976-001, 1978 p.e., 2013 p.e.) 09.EA.15
235. Fluorapofil·lita-(Na) (1976-032, 2013 p.e.) 09.EA.15
236. Fluorapofil·lita-(NH₄) (2019-083)
237. Fluorarrojadita-(BaFe) (2005-058a) 08.BF.05
238. Fluorarrojadita-(BaNa) (2016-075)
239. Fluorbaritolamprofil·lita (2016-089)
240. Fluorbritholita-(Ce) (1991-027) 09.AH.25
241. Fluorbritholita-(La) (2025-027)
242. Fluorbritholita-(Nd) (2023-001)
243. Fluorbritholita-(Y) (2009-005) 09.AH.25
244. Fluorbuergerita (1965-005 Rd) 09.CK.05
245. Fluorcalciobritholita (2006-010) 09.AH.25
246. Fluorcalciomicrolita (2012-036) 04.??.
247. Fluorcalciopiroclor (2013-055) 04.??.
248. Fluorcalcioromeïta (2012-093) 04.??.
249. Fluorcafita (1996-022) 08.BN.05
250. Fluorcanasita (2007-031) 09.DG.80
251. Fluorcarletonita (2019-038)
252. Fluorcarmoïta-(BaNa)
253. Fluorchegemita (2011-112) 09.A?
254. Fluordravita (2009-089) 09.CK.05
255. Fluorelbaïta (2011-071) 09.CK.??
256. Fluorel·lestadita (1987-002 Rd) 09.AH.25
257. Fluorfosfohedifana (2008-068) 08.BN.05
258. Fluorita (A: 1873) 03.AB.25
259. Fluorkyuygenita (2013-043) 04.CC.??
260. Fluorlamprofil·lita (2013-102) 09.B?
261. Fluorliddicoatita (1976-041 Rd) 09.CK.05
262. Fluorluanshiweiïta (2019-053)
263. Fluormacraeïta (2024-054)
264. Fluormayenita (2013-019) 04.??
265. Fluornatrocoulsellita (2009-070) 03.??
266. Fluornatromicrolita (1998-018) 04.DH.15
267. Fluornatropiroclor (2013-056) 04.DH.??
268. Fluorcannil·loïta (1993-033, 2012 p.e. Rd) 09.DE.10
269. Fluorocronita (2010-023) 03.AB.??
270. Fluoroedenita (1994-059, 2012 p.e. Rd) 09.DE.15
271. Fluorokinoshitalita (2010-001) 09.EC.35
272. Fluoroleakeïta (2009-012, 2012 p.e. Rd) 09.DE.25
273. Fluoronybøïta (2002-010, 2012 p.e. Rd) 09.DE.25
274. Fluoropargasita (2003-050, 2012 p.e. Rd) 09.DE.15
275. Fluoropedrizita (2004-002, 2012 p.e. Rd) 09.DE.25
276. Fluoroflogopita (2006-011) 09.EC.20
277. Fluororichterita (1992-020, 2012 p.e. Rd) 09.DE.20
278. Fluororiebeckita (A: 1966, 2012 p.e. Rd) 09.D?.
279. Fluorotaramita (2006-025, 2012 p.e. Rd) 09.DE.20
280. Fluorotetraferriflogopita (2010-002) 09.EC.20
281. Fluorotremolita (2016-018)
282. Fluorowardita (2012-016) 08.??.
283. Fluorpiromorfita (2021-120)
284. Fluorrewitzerita (2023-115)
285. Fluorrossmanita (2023-111)
286. Fluorschorl (2010-067) 09.CK.05
287. Fluorsigaiïta (2021-087a)
288. Fluorstrofita (A: 1962, 2010 p.e.) 08.BN.05
289. Fluortsilaisita (2012-044) 09.CK.??
290. Fluoruvita (A: 1930, 2000-030a, 2011 p.e. Rd) 09.CK.05
291. Fluorvesuvianita (2000-037) 09.BG.35
292. Fluorwavel·lita (2015-077)
293. Flurlita (2014-064)
294. Foggita (1973-067) 08.DL.05
295. Fogoïta-(Y) (2014-098)
296. Foitita (1992-034) 09.CK.05
297. Folvikita (2016-026)
298. Fontanita (1991-034) 05.EC.05
299. Fontarnauïta (2009-096a) 06.DA.60
300. Foordita (1984-070) 04.DG.15
301. Footemineïta (2006-029) 08.DA.10
302. Forêtita (2011-100) 08.??
303. Formanita-(Y) (A: 1944, 1987 p.e.) 07.GA.10
304. Formicaïta (1998-030) 10.AA.05
305. Fornacita (A: 1915) 07.FC.10
306. Forsterita (A: 1824) 09.AC.05
307. Fosfamita (Y: 1852) 08.AD.20
308. Fosfociclita-(Fe) (2020-087)
309. Fosfociclita-(Ni) (2020-088)
310. Fosfoel·lenbergerita (1994-006) 08.BB.55
311. Fosfoferrita (Y: 1920, 1980 s.p. Rd) 08.CC.05
312. Fosfofibrita (1982-082) 08.DJ.20
313. Fosfogartrel·lita (1996-035) 08.CG.20
314. Fosfohedifana (2005-026) 08.BN.05
315. Fosfoinnelita (2005-022) 09.BE.40
316. Fosfofil·lita (Y: 1920) 08.CA.40
317. Fosforrösslerita (Y: 1939) 08.CE.20
318. Fosfosiderita (Y: 1890, 1967 s.p.) 08.CD.05
319. Fosfovanadilita-Ba (1996-037, red. 2013) 08.DM.20
320. Fosfovanadilita-Ca (2011-101) 08.DM.20
321. Fosfowalpurgita (2001-062) 08.EA.05
322. Fosfuranilita (Y: 1879) 08.EC.10
323. Fosgenita (Y: 1841) 05.BE.20
324. Foshagita (A: 1925) 09.DG.15
325. Fosinaïta-(Ce) (1973-058) 09.CF.15
326. Fougerita (2003-057, IMA 2012-B Rd) 04.FL.05
327. Fourmarierita (A: 1924) 04.GB.25
328. Fowlerita (A: 1832) 09.DK.05
329. Foxita (2018-009)
330. Fraipontita (A: 1927) 09.ED.15
331. Francevil·lita (A: 1957, 2007 p.e.) 04.HB.15
332. Franciscanita (1985-038) 09.AF.75
333. Francisita (1989-028) 04.JG.25
334. Franckeïta (A: 1893) 02.HF.25b
335. Francoanel·lita (1974-051) 08.CH.25
336. Françoisita-(Ce) (2004-029) 08.EC.05
337. Françoisita-(Nd) (1987-041) 08.EC.05
338. Franconita (1981-006a) 04.FM.15
339. Frankamenita (1994-050) 09.DG.90
340. Frankdicksonita (1974-015) 03.AB.25
341. Frankhawthorneïta (1993-047) 04.FD.25
342. Franklinfurnaceïta (1986-034) 09.EC.55
343. Franklinita (A: 1819) 04.BB.05
344. Franklinfilita (1990-050) 09.EG.40
345. Franksousaïta (2021-096)
346. Fransoletita (1982-096) 08.CA.05
347. Franzinita (1976-020) 09.FB.05
348. Freboldita (A: 1957) 02.CC.05
349. Fredrikssonita (1983-040) 06.AB.30
350. Freedita (1984-012) 04.JB.65
351. Freibergita (A: 1853) 02.GB.05
352. Freieslebenita (A: 1845) 02.JB.15
353. Freitalita (2019-116)
354. Fresnoïta (1964-012) 09.BE.15
355. Freudenbergita (A: 1961, 1967 p.e.) 04.CC.10
356. Friedelita (A: 1876) 09.EE.10
357. Friedrichbeckeïta (2008-019) 09.CM.??
358. Friedrichita (1977-031) 02.HB.05a
359. Friisita (2024-047)
360. Fritzscheïta (A: 1865) 04.HB.15
361. Frohbergita (A: 1947) 02.EB.10a
362. Frolovita (A: 1957) 06.AC.20
363. Frondelita (A: 1949) 08.BC.10
364. Froodita (A: 1958) 02.AC.45a
365. Fuchunita (2025-011)
366. Fuenzalidaïta (1993-021) 07.DG.40
367. Fuettererita (2011-111) 04.??
368. Fukalita (1976-003) 09.DQ.05
369. Fukuchilita (1967-009) 02.EB.05a
370. Fulbrightita (2019-032)
371. Fülöppita (A: 1929) 02.HC.10a
372. Furalumita (1978-044) 08.EC.05
373. Furcalita (1977-040) 08.EC.35
374. Furongita (A: 1976, 1982 p.e.) 08.EB.50
375. Furutobeïta (1978-040) 02.BE.10
376. Fuyuanita (2024-059)